# Wisdom (EP)
Wisdom je prvi EP istoimenog mađarskog power metal sastava. EP je 3. srpnja 2004. godine objavila diskografska kuća Music Works.

## Popis pjesama
| 1.    | »Fate«              | 4:16 |
| 2.    | »King of Death«     | 4:01 |
| 3.    | »Strain of Madness« | 4:13 |
| 4.    | »Evil Disguise«     | 4:22 |
| 16:52 |                     |      |

## Zasluge
Wisdom
- István Nachladal — vokali
- Máté Molnár — bas-gitara
- Zsolt Galambos — gitara
- Gábor Kovács — gitara
- Csaba Czébely — bubnjevi

Ostalo osoblje
- Gábor Kovács — inženjering, miksanje
- Zoltán Regenye — mastering
- Gyula Havancsák — omot albuma